# Atractodes brevissimus
Atractodes brevissimus är en stekelart som först beskrevs av Dalla Torre 1902.  Atractodes brevissimus ingår i släktet Atractodes och familjen brokparasitsteklar. Inga underarter finns listade.